# Diogene din Sinop

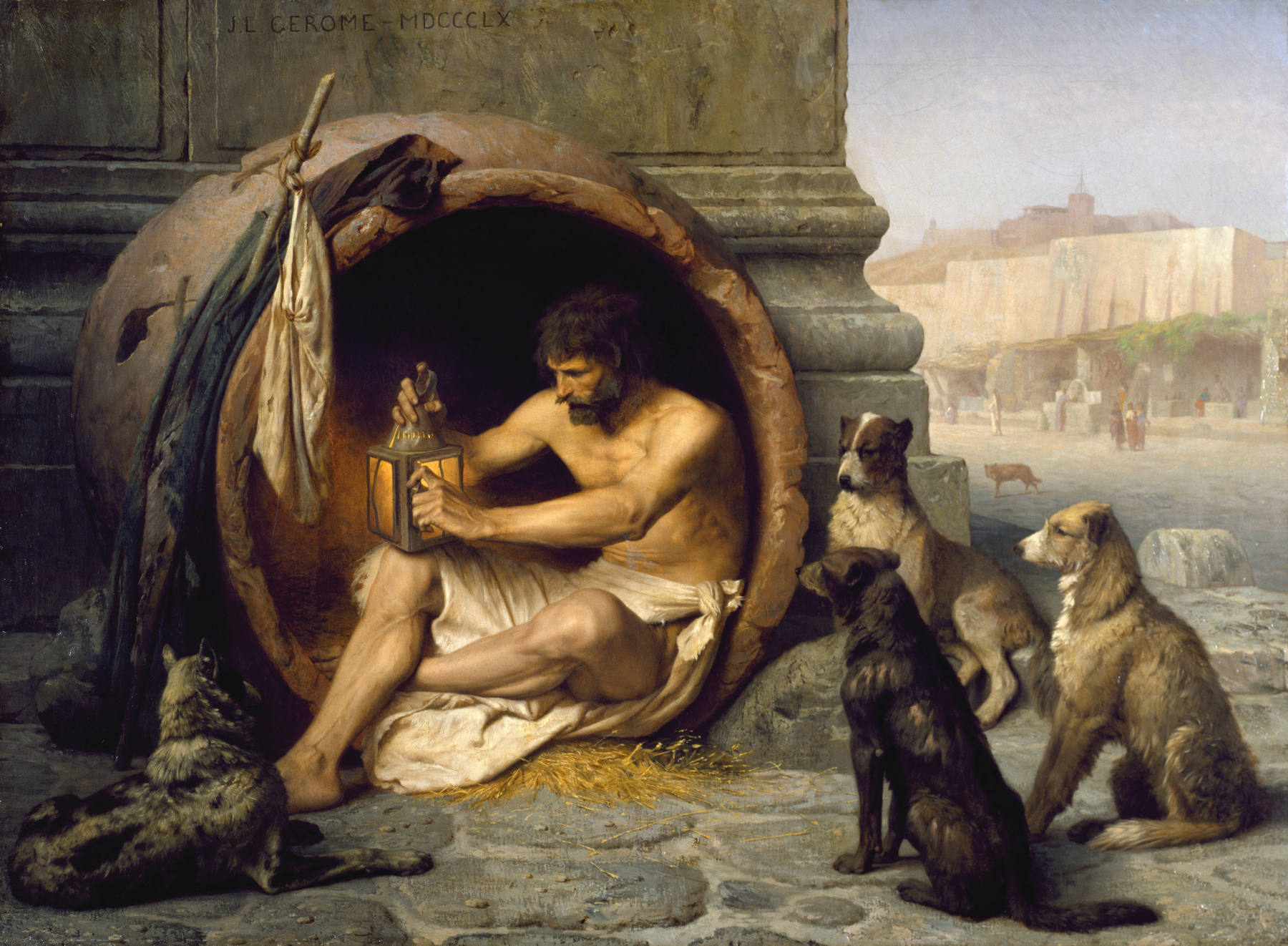
Diogene din Sinope

Diogene din Sinope, Cinicul (în limba greacă Διογένης ο Σινωπεύς) (c. 412 î.e.n. – 323 î.e.n.) a fost un filosof grec din școala cinică, născut la Sinope.
Încă din timpul vieții, Diogene devine, ca nici un alt filosof antic, personaj de legendă; potrivit tradiției, Alexandru cel Mare ar fi rostit: „Dacă nu eram Alexandru, aș fi vrut să fiu Diogene”. Sosit cu tatăl său, Hicesias, în exil la Atena, Diogene ajunge discipol al sofisticatului Antistene. A încercat să exemplifice cu modul său de viață ascetic principiile curentului filosofic al cărui fondator este considerat acesta din urmă - cinismul - și anume o existență la limita necesarului supraviețuirii și un dispreț suveran față de convențiile și principiile societății.
Diogene, care se considera „cetățean al lumii”, rămas la un moment dat fără casă, își improvizează o locuință într-un vas - dar nu într-un  butoi în sensul obișnuit al cuvântului, ci într-o amforă mare, de dimensiuni umane - pithos. Pythos a fost folosit pe scară largă de către greci pentru a stoca vin, ulei de măsline, cereale și pește sărat. Diogene a ales piața principală a Atenei, agora, ca loc de reședință, devenind un fel de reper al orașului. Purta, atât iarna, cât și vara, aceeași haină, cerșea ca să mănânce și-i batjocorea neîncetat pe orășeni pentru modul de a trăi. Viețuind după propria-i spusă asemenea unui câine (Kyon), doctrina sa a primit în secolul al IV-lea numele de „cinism”. Filosoful a explicat că un câine este mereu în contact cu natura, nu îi pasă de statut social și de lucruri materiale, nu este sclavul dorințelor superficiale, își trăiește viața în prezent, deci un câine cunoaște mai bine decât un om adevărata fericire.
Crates din Teba, elevul său, a adunat principiile lui filosofice, din care nu ne-au parvenit decât o serie de aforisme. Printre admiratorii săi se numără Lucian din Samosata și Iulian Apostatul.
Potrivit legendei, Diogene umbla uneori prin agora Atenei, în plină zi, cu o lumânare aprinsă în mână, „în căutarea unui om onest”. Atitudinile sale șocau și provocau atenianul simplu, ele ilustrând însă întotdeauna o idee adevărată, lucru care îi aduce admirația și renumele.
După scrierile lui D. Laertios, Diogene ar fi murit în aceeași zi în care Alexandru cel Mare murea la Babilon. Până în zilele noastre, numeroși filosofi au avut în Diogene un model absolut de sinceritate și, mai ales, un exemplu rar de adecvare între idei și viață.